# العلاقات البوتانية الساموية
العلاقات البوتانية الساموية هي العلاقات الثنائية التي تجمع بين بوتان وساموا.

## مقارنة بين البلدين
هذه مقارنة عامة ومرجعية للدولتين:
| وجه المقارنة                                              | بوتان          | ساموا                        |
| --------------------------------------------------------- | -------------- | ---------------------------- |
| المساحة (كم2)                                             | 38.39 ألف      | 2.84 ألف                     |
| عدد السكان (نسمة)                                         | 807.61 ألف     | 196.44 ألف                   |
| الكثافة السكانية (ن./كم²)                                 | 21.04          | 69.17                        |
| العاصمة                                                   | تيمفو          | أبيا                         |
| اللغة الرسمية                                             | لغة دزونكا     | لغة إنجليزية، اللغة الساموية |
| العملة                                                    | نغولترم بوتاني | تالا ساموي                   |
| الناتج المحلي الإجمالي (بليون دولار)                      | 2.51 مليار     | 856.63 مليون                 |
| الناتج المحلي الإجمالي (تعادل القوة الشرائية) بليون دولار | 6.49 مليار     | 1.15 مليار                   |
| الناتج المحلي الإجمالي الاسمي للفرد دولار أمريكي          | 2.66 ألف       | 3.94 ألف                     |
| الناتج المحلي الإجمالي للفرد دولار أمريكي                 | 7.82 ألف       | 5.79 ألف                     |
| مؤشر التنمية البشرية                                      | 0.605          | 0.702                        |
| رمز المكالمات الدولي                                      | +975           | +685                         |
| رمز الإنترنت                                              | .bt            | .ws                          |
| المنطقة الزمنية                                           | ت ع م+06:00    | ت ع م+13:00                  |

## منظمات دولية مشتركة
يشترك البلدان في عضوية مجموعة من المنظمات الدولية، منها:
| علم المنظمة | اسم المنظمة                        | تاريخ انضمام بوتان | تاريخ انضمام ساموا |
| ----------- | ---------------------------------- | ------------------ | ------------------ |
|             | وكالة ضمان الاستثمار متعدد الأطراف | 21 أكتوبر 2014     | 27 سبتمبر 2002     |
|             | منظمة الشرطة الجنائية الدولية      | ?                  | ?                  |
|             | منظمة حظر الأسلحة الكيميائية       | ?                  | ?                  |
|             | الأمم المتحدة                      | 21 سبتمبر 1971     | 15 ديسمبر 1976     |
|             | مؤسسة التمويل الدولية              | 1 ديسمبر 2003      | 28 يونيو 1974      |
|             | يونسكو                             | 13 أبريل 1982      | 3 أبريل 1981       |
|             | مؤسسة التنمية الدولية              | 28 سبتمبر 1981     | 28 يونيو 1974      |
|             | بنك التنمية الآسيوي                | 1982               | 1966               |
|             | البنك الدولي للإنشاء والتعمير      | 28 سبتمبر 1981     | 28 يونيو 1974      |
|             | الاتحاد البريدي العالمي            | ?                  | ?                  |
|             | الاتحاد الدولي للاتصالات           | 15 سبتمبر 1988     | 7 أكتوبر 1988      |

## وصلات خارجية
- موقع وزارة الخارجية البوتانية